# Lons
Lons – miejscowość i gmina we Francji, w regionie Nowa Akwitania, w departamencie Pireneje Atlantyckie.
Według danych na rok 1990 gminę zamieszkiwały 9254 osoby, a gęstość zaludnienia wynosiła 803 osób/km² (wśród 2290 gmin Akwitanii Lons plasuje się na 40. miejscu pod względem liczby ludności, natomiast pod względem powierzchni na miejscu 966.).